# Eclipse solar de 20 de março de 2034
Um eclipse solar ocorrerá em 20 de março de 2034, um eclipse ocorre quando um astro (sol, lua ou estrela) deixa de ser visível durante um período de tempo por causa da posição de outro corpo celeste.

## Visibilidade
O eclipse começará pela manhã 4:00 no horário local, no oceano pacífico e viajará para o leste, entrando assim na América do Sul. A totalidade será vista da África e Ásia e poderá ser visto de forma parcial em uma pequena parte do  Nordeste.